# Liste des députés de la 3e législature irlandaise

Cet article liste les députés (Teachta Dála) de la 3e législature irlandaise (Dáil Éireann), de 1922 à 1923.

## Parti duSinn Féinpro-traité
- William Thomas Cosgrave
- Gearóid O'Sullivan
- Seán Milroy
- Arthur Griffith
- Walter L. Cole
- Patrick Brennan
- Sean Liddy
- Liam de Róiste
- James Walsh
- Michael Collins
- Sean Hales
- Seán Hayes
- Joseph McGinley
- Patrick McGoldrick
- Joseph Sweeney
- Peter Ward
- Michael Derham
- George Gavan Duffy
- Desmond FitzGerald
- Seán McGarry
- Philip Cosgrave
- Joseph McGrath
- Richard Mulcahy
- Michael Staines
- Thomas Kelly
- Daniel McCarthy
- Patrick Hogan
- George Nicolls
- Pádraic Ó Máille
- Joseph Whelehan
- Piaras Béaslaí
- James Crowley
- Fionán Lynch
- Christopher Byrne
- Thomas Carter
- James Dolan
- Andrew Lavin
- George Noble Plunkett
- Francis Bulfin
- Patrick McCartan
- Kevin O'Higgins
- Richard Hayes
- William Hayes
- Seán Mac Eoin
- Francis McGuinness
- Eamonn Duggan
- Peter Hughes
- James Murphy
- John Crowley
- Joseph MacBride
- Daniel O'Rourke
- William Sears
- Ernest Blythe
- Eoin O'Duffy
- Michael Hayes
- Eoin MacNeill
- Alexander McCabe
- Thomas O'Donnell
- Séamus Burke
- Vincent White

## Parti duSinn Féinanti-traité
- Éamon de Valera
- Brian O'Higgins
- Mary MacSwiney
- David Kent
- Daniel Corkery
- Seán Moylan
- Joseph O'Doherty
- Samuel O'Flaherty
- Seán T. O'Kelly
- Bryan Cusack
- Frank Fahy
- Patrick Cahill
- Con Collins
- Thomas O'Donoghue
- Edmund Roche
- Austin Stack
- Robert Barton
- Count Plunkett
- Michael Colivet
- Kathleen O'Callaghan
- Laurence Ginnell
- John J. O'Kelly
- Thomas Derrig
- Patrick J. Ruttledge
- Harry Boland
- Tom Maguire
- Patrick McCarvill
- William Stockley
- Frank Carty
- James Devins
- Francis Ferran
- Joseph MacDonagh
- Patrick James Moloney
- Cathal Brugha
- Séamus Doyle

## Parti travailliste
- Robert Day
- Michael Bradley
- Thomas Nagle
- Thomas Johnson
- William X. O'Brien
- Thomas O'Connell
- Hugh Colohan
- James Everett
- William Davin
- John Lyons
- Cathal O'Shannon
- Daniel Morrissey
- John Butler
- Nicholas Phelan
- Richard Corish
- Daniel O'Callaghan

## Parti des fermiers
- Patrick Gaffney
- Denis Gorey
- John Dinneen
- Daniel Vaughan
- John Rooney
- Richard Wilson
- Daniel Byrne
- Michael Doyle

## Indépendants
- Michael Hennessy
- Darrell Figgis
- Alfred Byrne
- Laurence O'Neill
- Myles Keogh
- Ernest Alton
- James Craig
- Gerald Fitzgibbon
- William Thrift
- William Magennis